# Stiracolpus ahiparanus
Stiracolpus ahiparanus là một loại sên biển nhỏ, là động vật thân mềm chân bụng sống ở biển trong họ Turritellidae.